# ماريو كيمارايس فيري
ماريو كيمارايس فيري (بالبرتغالية: Mário Guimarães Ferri‏) هو بروفيسور برازيلي، ولد في 1918 في ساو جوزيه دوس كامبوس في البرازيل، وتوفي في 15 يونيو 1985 في ساو باولو في البرازيل.